# Су-30
Су-30 е двуместен многоцелеви изтребител. Предназначен е да изпълнява бойни задачи за унищожаване на въздушни и наземни цели. По класификацията на НАТО е известен под наименованието Flanker-C.
Изтребителят може да изпълнява задачи както самостоятелно, така и групово с други самолети през деня и нощта, в леки и тежки метеорологични условия. Разработен е от руската компания ОКБ Сухой от конструктора Михаил Петрович Симонов. Су-30 е наследник на Су-27УБ.
Су-30 се произвежда от 2 корпорации – КнААПО и Иркут. КнААПО са отговорни за производството на Су-30МКК и Су-30МК2, а Иркут за Су-30МКИ и Су-30СМ.

## Основни характеристики
Су-30 е разработен на базата на Су-27. Работата по него започва в края на 80-те, когато съветските ПВО разбират, че имат нужда от изтребител с по-голям обсег от Су-27. Първоначално обозначението на прототипа е Су-27ПУ, като първият полет на тази машина е осъществен на 31 декември 1989. Името Су-30 изтребителят получава години по-късно, през 1996. Су-30 е далекобоен изтребител, като главното му предназначение е за наземни удари във всякакви метеорологични условия. Американският му аналог е F-15E 

## Модификации
Су-30П
Су-30М
Су-30МК
Су-30МКА
Специализиран вариант за Алжирските ВВС.
Су-30МКИ
Модернизирана експортна версия за индийските ВВС.
Су-30МКК
Модернизирана експортна версия за китайските ВВС. В края на 1996 г. китайският премиер Ли Пънг подписва споразумение с Русия за закупуването на 40 изтребителя от последно поколение, а стойността на сделката е 1,8 млрд. долара.
От „Сухой“ решават да създадат специален експортен вариант за Китай, разработен на базата на Су-30МК. Така се появява Су-30МКК („К“ за Китай). Първата партита Су-30МКК пристига в Китай в края на 2000 г.
Су-30МКК е много по-усъвършенстван от Су-27СК/УБК. Добавени са още два подкрилни пилона, които увеличават бойния товар на самолета. Така масата на бойния товар се увеличава от 6 до 8 тона, а самолетът може да излита и с допълнителен горивен запас. Су-30МКК може да използва ракетите „въздух-въздух“ Р-73 и Р-77. Арсеналът от ракети „въздух-земя“ включва Х-59, Х-29 и Х-31, а бомбите са КАБ с лазерно насочване. Добавен е и нов радиолокационен комплекс РЛПК-27 с по-мощен радар. Така обсегът на откриване на въздушните цели достига 100 км.
Су-30МК2
Вариант на МКК версията, с обновена електроника и способност да носи противокорабни ракети.
Су-30МКМ
Дериват на МКИ, специално предназначен за ВВС на Малайзия.
Су-30СМ
Вариант, предназначен специално за руските ВВС. Включва усъвършенстван радар, комуникационна и индификационна система, нови седалки-катапулти и нови оръжия. На 21 септември 2012 е извършен първият полет, а ВВС на Русия ще получат 60 бройки до 2016.

## На въоръжение
Алжир
- Алжирските ВВС купуват 18 бройки през 2010. Общо те разполагат с 28 самолета Су-30МКА.

 Китай
- ВВС на Китай разполагат със Су-30МКК, а флотът оперира със Су-30МК2.

 Индия
- Индийските ВВС разполагат с МКИ варианта. В края на 2012 става ясно, че Индия има намерение да купи още около 130 самолета Су-30МКИ. Така общият им брой в състава на индийските ВВС ще стане 270.[3]

 Индонезия
- Индонезийските ВВС през 2012 разполагат с общо 5 Су-30 – 2 Су-30МК и 3 Су-30МК2

 Малайзия
- Първите Су-30МКМ пристигат в Малайзия на 21 юни 2007. През ноември 2008 ВВС на Малайзия имат общо 12 Су-30МКМ и са поръчали още 6.

 Русия
- Русия експлоатира първите варианти на Су-30 още в периода 1994 – 1996. През март 2012 е подписано споразумение между корпорация „Иркут“ и руското правителство за доставка на 30 самолета Су-30СМ, като първите два постъпват на въоръжение през ноември. В края на същата година става ясно, че по искане на правителството, „Иркут“ ще достави допълнително още 30 самолета от същия тип до 2016 г.

 Уганда
- През 2010 ВВС на Уганда поръчват 6 броя Су-30МК2, като през януари 2012 на въоръжение са 4 от тях.

 Венецуела
- На 14 юни 2006 правителството на Венецуела обявява, че ще закупи 24 броя Су-30МК2 за нуждите на венецуелските ВВС. Първата доставка от два броя Су-30МК2 пристига през декември същата година, а през следващата 2007 пристигат още 8 бройки. Останалите 14 пристигат през 2008 и през януари 2012 Венецуелските ВВС разполагат с 24 броя Су-30МК2.

 Виетнам
- ВВС на Виетнам разполага с 4 Су-30МК и 12 Су-30МК2, по данни за януари 2012.

## Тактико-технически характеристики (Су-30)

### Габаритни характеристики
- Размах на крилете: 14,7 m
- Дължина: 21,94 m
- Височина: 6,36 m
- Площ на крилете: 62 m2
- Тегло 
  - Празен: 17 700 kg
  - Нормална излетна маса: 24 900 kg
  - Максимална излетна маса: 34 500 kg
- Гориво
  - Вътрешни резервоари: 5270 l
- Екипаж: 2

### Технически характеристики
- Тяга
  - суха: 2 х 74, 5 kN
  - на форсаж: 2 х 122, 58 kN
- Макс. скорост
  - на височина:	2120 km/h (Мах 2,00)
  - при земя: 1500 km/h (Мах 1,50)
- Практическа далечина
  - Обсег: 3000 km
- Скороподемност: 230 m/s
- Таван на полета: 17 300 m
- Тяговъоръженост: 0,98
- Двигател: 2х Сатурн АЛ-31Ф, с тяга от 74, 5 kN всеки (122, 58 kN с форсаж)

### Въоръжение
- едно 30-милиметрово оръдие ГШ-30-1 с боезапас от 150 патрона.
- три гнезда за горивни резервоари или ракети „въздух-въздух“
- ракети „въздух-въздух“: P-60, P-73, P-77, P-27Т, P-27Р, P-27ТЕ, P-27А, P-27РЕ
- ракети „въздух-въздух“: Т-29Т, Т-29Л
- 80-милиметрови ракетни установки
- бомби с калибър от 25, 100, 250 и 500 kg
- бомби КАБ-500Л, КАБ-500Т, КАБ-1500Л
- друго снаряжение с тегло до 5000 – 7000 kg

## Инциденти
- 12 юни 1999: Су-30МК се разбива по време на авиошоу в Париж, двамата пилоти катапултират успешно и няма жертви на земята.
- 30 април 2009: Индийски Су-30МКИ катастрофира, а пилотът му загива.
- 30 ноември 2009: Индийски Су-30МКИ катастрофира, двамата пилоти катапултират успешно.
- 13 декември 2011: Индийски Су-30МКИ се разбива край град Пуна, пилотите катапултират успешно.